# Donald Gaskins
Donald Henry Gaskins, Jr. (* 13. März 1933 in Manning im Florence County, South Carolina; † 6. September 1991) war ein US-amerikanischer Serienmörder.

## Leben
Gaskins wuchs als uneheliches Kind mit vier Halbgeschwistern auf. Sein Stiefvater misshandelte ihn, während er seiner Mutter gleichgültig war. Wegen seiner kleinen körperlichen Gestalt wurde er von seinen Mitschülern gehänselt. Mit 11 Jahren verließ er die Schule und half in einer Autowerkstatt und auf der heimischen Farm aus. Mit zwei gleichaltrigen Jungen begann er Einbrüche und Vergewaltigungen zu verüben. Nachdem die Freundschaft geendet hatte, brach er alleine in ein Haus ein, wobei er von einem 13-jährigen Mädchen überrascht wurde. Er schlug sie daraufhin mit einer Axt nieder und wurde bis zur Volljährigkeit in eine Besserungsanstalt eingewiesen. Anschließend arbeitete Gaskins auf einer Tabakplantage. Mit einem Kollegen brannte er im Auftrag der Besitzer deren Tabakplantagen nieder, um an die Versicherungsprämien zu gelangen. Als er von seinem Arbeitgeber zur Rede gestellt wurde, erschlug Gaskins dessen Tochter, worauf er zu fünf Jahren Haft verurteilt wurde. In Haft schnitt er einem Mithäftling die Kehle durch und erhielt Einzelhaft. 1955 floh er aus dem Gefängnis, wurde jedoch gefasst und saß noch bis 1961 ein. In den Jahren 1962 bis 1968 wurde er noch zweimal wegen Vergewaltigung inhaftiert. 
1969 begann Gaskins seine Mordserie. Er begründete später seine Taten damit, dass sie ihm angeblich gegen seine Depressionen halfen. Die genaue Zahl seiner Morde ist nicht bekannt, sie liegt nach seinen eigenen Angaben bei über 100. Gaskins vergewaltigte und tötete sowohl Männer als auch Frauen, unter anderem seine 15-jährige Nichte und ein zweijähriges Kind. Seine Opfer folterte der stark sadistisch veranlagte Gaskins teilweise tagelang, bevor er sie ertränkte oder erschlug und laut eigener, unbestätigter Aussage in Einzelfällen teilweise auch aufaß. 1976 wurde Gaskins von einem Komplizen verraten und wegen Mordes in sieben Fällen zu sieben Mal lebenslang verurteilt. Nach dem Mord an einem Mithäftling erhielt er die Todesstrafe und wurde 1991 hingerichtet. Gaskins starb auf dem elektrischen Stuhl.
Während seiner Inhaftierung arbeitete Gaskins mit dem Autor Wilton Earl an seiner Autobiographie Final Truth, die 1993 erschien.
Gaskins' Mord an Tyner wurde 1986 im Fernsehfilm Vengeance: The Story of Tony Cimo dramatisiert, in dem Brad Dourif Gaskins spielte. Der Name der Figur wurde geändert, da Gaskins zum Zeitpunkt der Produktion gegen sein Todesurteil Berufung einlegte und die staatlichen Behörden die Übertragung seiner Persönlichkeitsrechte an die Produzenten nicht genehmigten.